# 이미덕
이미덕은 대한민국의 성우이다. 1988년 KBS에 입사했으며, 현재는 KBS 21기이다. 한국방송 성우극회 소속.

## 주요 출연작품

### 애니메이션
- 공룡킹 어드벤처 (재능TV) - 로라, 조, 리어스의 엄마

### 영화
- 스파이 키드 2 (SBS) - 기자(다이어드레 A. 캐넌) / 시스템 음성
- 애니 홀 (KBS) - 앨비의 엄마(조앤 뉴먼) / 어린 앨비(조나단 뭉크)
- 사랑의 스타디움 (SBS)